# Quốc Đại
Quốc Đại (sinh ngày 19 tháng 12 năm 1979) là một nam ca sĩ thành công với dòng nhạc quê hương, trữ tình. Năm 1998, anh đoạt giải Nhì cuộc thi Tiếng hát Truyền hình Thành phố Hồ Chí Minh.

## Tiểu sử
Quốc Đại sinh năm 1979 tại Thành phố Hồ Chí Minh, trong một gia đình công chức bình thường. Từ nhỏ, Quốc Đại đã có niềm đam mê ca hát và được ba mẹ ủng hộ. Khi còn là sinh viên trường Đại học Khoa học Xã hội & Nhân văn TP.HCM, Quốc Đại tham gia cuộc thi "Tiếng hát sinh viên" của trường và đoạt giải Nhất. Năm 1998, Quốc Đại đoạt giải Nhì cuộc thi Tiếng hát Truyền hình Thành phố Hồ Chí Minh và chính thức bước vào con đường ca hát chuyên nghiệp.
Sau cuộc thi, Quốc Đại trở thành ca sĩ của Trung tâm Ca nhạc nhẹ TP.HCM. Nhưng không may anh bị tổn thương thanh quản và không thể tiếp tục ca hát. Một thời gian sau khi sức khoẻ bình phục, Quốc Đại đi hát kiếm tiền để ra album. Năm 2004, anh phát hành album đầu tay bao gồm những ca khúc đình đám sau thời gian đi hát nhưng không gây được chú ý.
Trong lúc đang chán nản sau nhiều năm đi hát không có chỗ đứng trong lòng khán giả, Quốc Đại được nhạc sĩ Minh Vy mời làm ca sĩ độc quyền cho Kim Lợi Studio. Từ đó, Quốc Đại bắt đầu gắn liền với những màn song ca ăn ý cùng Cẩm Ly. Khán giả bắt đầu dành nhiều tình cảm và sự chú ý đến giọng ca của Quốc Đại.

## Album

### Solo
- Vol.1 Về đi em... Tìm một tình yêu (2004)
- Vol.2 Yêu một mình (2007)
- Vol.3 Giã từ (2007)
- Vol 4 Ngày xưa Hoàng Thị - Em quên điệu lý tình quê (2007) / Vì trong nghịch cảnh
- Vol.5 Ngọc Hà (2008)
- Vol.6 Em gái miền Tây (2010)
- Vol.7 Giận em (2011)
- Vol.8 Điệu buồn trên sông (2012)

### Song ca
Cẩm Ly
- Cô gái mở đường (2006)
- Lâu đài tình ái (2006)
- Anh về miền Tây (2007)
- Ngọn trúc đào (2007)
- Quê hương (2008)
- Mất nhau rồi - Nhớ người yêu (2008)
- Noel một mình (2008)
- Chúc tết (2009)
- Buồn trong kỷ niệm (2009)
- Đừng nói xa nhau (2010)
- Tuyệt phẩm Thanh Sơn - Hoàng Thi Thơ (2010)
- Tình đẹp như mơ (2012)
- Người tình quê (2013)
- Trăng thu dạ khúc (2013)
- Nhớ nhau hoài (2013)

Sương Mai
- Thương mãi con đò (2012)

Vân Trang
- Đưa em qua cánh đồng vàng (2016)

## Giải thưởng
- Giải nhì Tiếng hát Truyền hình Thành phố Hồ Chí Minh